# Serpico
Serpico es una película policíaca neo-noir ítalo-estadounidense de 1973 dirigida por Sidney Lumet y protagonizada por Al Pacino. El guion fue escrito por Waldo Salt y Norman Wexler basándose en el libro biográfico homónimo escrito por Peter Maas sobre el agente Frank Serpico del Departamento de Policía de Nueva York. La historia detalla la lucha de Serpico contra corrupción policial de la ciudad de Nueva York durante sus once años de servicio y su trabajo como denunciante que llevó a la investigación de la Comisión Knapp.
Mientras que el productor Dino De Laurentiis compró los derechos de Maas, el agente Martin Bregman se unió a la película como coproductor. Bregman sugirió a Pacino para el papel principal y John G. Avildsen fue contratado para dirigir la cinta. Pacino se reunió con Serpico para prepararse para el papel a principios del verano de 1973. Después de que Avildsen fuera despedido, se contrató a Lumet como su reemplazo, quien, en poco tiempo, seleccionó los lugares de rodaje y organizó las escenas; la filmación se llevó a cabo entre julio y agosto de 1973.
Tras su estreno, Serpico se convirtió en un éxito comercial y crítico. Al mismo tiempo, la película generó críticas por parte de agentes de policía. Recibió candidaturas para los Premios Óscar y los Premios BAFTA. Pacino ganó el Globo de Oro al mejor actor dramático, mientras que Salt y Wexler recibieron el Premio del Sindicato de Guionistas de Estados Unidos al mejor guion adaptado.

## Argumento
El oficial de policía de Nueva York Frank Serpico es trasladado de urgencia al hospital después de haber recibido un disparo en la cara. El jefe Sidney Green teme que a Serpico le haya disparado otro policía. En un flashback, Serpico se gradúa en la academia de policía. En 1959, ingresa en el Departamento de Policía de Nueva York y no pasa mucho tiempo antes de que se dé cuenta de la corrupción sistemática difundida entre sus colegas: desde pequeños sobornos de trescientos dólares al mes hasta sumas más altas. La ceguera de sus superiores y su subordinación a ese sistema dificultan la actividad de Serpico. Mientras patrulla, se enfrenta a tres hombres que violan a una mujer y detiene a uno de los agresores. Cuando el sospechoso es golpeado durante el interrogatorio, Serpico se niega a participar. Más tarde convence al sospechoso de que entregue a los demás. Serpico rompe el protocolo para arrestar él mismo al sospechoso, pero es obligado a no atribuirse el mérito. Luego es destinado a la Oficina de Investigación Criminal. Se muda a Greenwich Village y comienza a salir con Leslie, una mujer de su clase de español. Por su apariencia, intereses y un malentendido en el baño de hombres, se le acusa de ser homosexual. Serpico aclara la situación al Capitán McLain y solicita un traslado.
En su nuevo departamento, Serpico trabaja vestido de civil. Mientras persigue a un ladrón, casi recibe un disparo cuando otros agentes no lo reconocen. Más tarde, Serpico se hace amigo de Bob Blair, quien ha sido asignado a la Oficina de Investigaciones del Alcalde. Mientras tanto, Leslie abandona a Serpico para casarse con otro hombre en Texas. A Serpico se le ofrece un soborno e informa de esto a Blair, quien organiza una reunión con un investigador de alto rango. Se le dice que debe testificar u «olvidarlo», por lo que entrega el soborno a su sargento. Luego, Serpico solicita una transferencia y empieza a grabar sus llamadas telefónicas. En ese momento, comienza un romance con su vecina, Laurie. Mientras tanto, continúan los acuerdos entre los agentes y varios exponentes de los bajos fondos y apostadores locales que, pagándole a la policía, se aseguran de poder continuar sus negocios sin ser perturbados.
Es reasignado a la 7.ª División, pero inmediatamente descubre una situación de corrupción aún peor. Obligado a acompañar a sus compañeros vestidos de civil mientras perpetran actos de violencia, extorsión y cobran sobornos, se niega a aceptar su parte del dinero. Informa a McLain, quien le asegura que el comisario de policía quiere que continúe reuniendo pruebas y que será contactado por la oficina del jefe. Serpico se impacienta esperando el contacto prometido, pues teme por su vida. Serpico y Blair acuden al asistente del alcalde, quien les promete una verdadera investigación y apoyo. Sus esfuerzos se ven obstaculizados por la presión política y Serpico rechaza la sugerencia de Blair de acudir a otros funcionarios o la prensa.
Durante el curso de una «reunión» en un parque público, sus compañeros intentan convencerlo de aceptar al menos parte del dinero de los sobornos. Serpico se niega y se da cuenta de que está totalmente solo. Desde ese entonces, las amenazas son mayores. «A un policía le pueden suceder muchas cosas en el servicio, como no tener las espaldas cubiertas por sus colegas durante las acciones policiales», le sugiere un compañero de la academia, ahora uno de los recaudadores más influyentes en la actividad. La suerte de Serpico —ya aislado de sus compañeros y sin suficiente apoyo externo— está echada, porque no tiene intenciones de aceptar la corrupción y los policías de su distrito no le permiten que haga lo suyo ahora que conoce la situación interna. La tensión le pasa factura a él y a su relación con Laurie. Cuando Serpico descubre que un sospechoso, al que había arrestado, recibe un trato especial, le da una paliza al hombre, quien, según revela, había cumplido quince años de cárcel por matar a un policía. Frustrado después de un año y medio de inacción, Serpico informa a McLain que ha acudido a agencias externas con sus acusaciones. Al frente del escuadrón, Serpico es enviado a reunirse con inspectores de división, quienes explican que sus cargos nunca llegaron a la cadena de mando. Los inspectores informan al comisionado, quien les ordena que investiguen la división ellos mismos, y reconoce que McLain le había contado sobre las acusaciones.
A medida que avanza la investigación, Serpico es amenazado y, cansada de las continuas discusiones, Laurie lo deja. El fiscal de distrito convence a Serpico de que si testifica ante un gran jurado, se llevará a cabo una investigación importante sobre la corrupción desenfrenada del departamento. Durante el juicio, el fiscal del distrito le impide responder a preguntas que incriminen a la cadena de mando, con lo que Serpico se frustra más. Tras varios intentos de denuncia en vano y sabiendo que su vida está en peligro, él, Blair y un comandante de división honesto contactan a The New York Times. Después de haberse publicado sus acusaciones, es destinado a un peligroso escuadrón de narcóticos en Brooklyn, donde encuentra una corrupción aún mayor.
Durante una irrupción en un apartamento de un traficante de drogas en un barrio peligroso, Serpico termina involucrado en una situación violenta en la que dos de sus compañeros ignoran su pedido de ayuda y recibe un disparo en la cara. Se recupera, aunque con efectos de por vida. Después de ser dado de alta, testifica en contra de la corrupción policial frente a la Comisión Knapp, una investigación del gobierno sobre la corrupción policial del Departamento de Policía de Nueva York. Un epílogo revela que renunció a la policía de Nueva York el 15 de junio de 1972 y que más tarde fue galardonado con la Medalla de Honor de la policía de Nueva York por su «valentía conspicua en acción». Una vez nombrado detective, un distintivo que para él ya no tiene ningún valor, decide abandonar la policía y trasladarse a Suiza.

## Reparto
- Al Pacino como Frank Serpico
- John Randolph como el jefe Sidney Green
- Jack Kehoe como Tom Keough
- Biff McGuire como el capitán inspector McClain
- Barbara Eda-Young como Laurie
- Cornelia Sharpe como Leslie Lane
- Tony Roberts como Bob Blair
- John Medici como Pasquale Serpico
- Allan Rich como el fiscal de distrito Herman Tauber
- Norman Ornellas como Don Rubello
- Edward Grover como el inspector Lombardo
- Joseph Bova como Potts
- Gene Gross como el capitán Tolkin
- John Stewart como Waterman
- Woodie King Jr. como Larry
- James Tolkan como el teniente Steiger
- Ed Crowley como Barto
- Bernard Barrow como el inspector Roy Palmer
- Sal Carollo como Sr. Serpico
- Mildred Clinton como Sra. Serpico
- Nathan George como el teniente Nate Smith
- Alan North como Brown
- Lewis J. Stadlen como Jerry Berman
- John McQuade como el inspector Kellogg
- M. Emmet Walsh como Gallagher
- George Ede como Daley
- Ted Beniades como Sarno
- F. Murray Abraham como un detective
- Judd Hirsch como policía
- Tony Lo Bianco como policía

## Antecedentes
Después de que Frank Serpico se recuperara del disparo recibido, ayudó a Peter Maas a escribir el libro Serpico. La figura de Serpico había fascinado a Maas, que pasó meses entrevistándolo e investigando por su propia cuenta para comprobar que efectivamente se trataba de un policía honesto y que sus declaraciones no eran exageradas. El detective David Durk, que también declaró frente a la Comisión Knapp, planeaba vender los derechos de su historia para una adaptación cinematográfica. Las primeras negociaciones incluyeron a Paul Newman en el papel de Durk y Robert Redford como Serpico. Serpico se distanció del proyecto, ya que sintió que sería retratado simplemente como un compañero secundario. El guionista John Gregory Dunne rechazó el proyecto, al sentir que «no había historia». El director Sam Peckinpah, así como Newman y Redford abandonaron el proyecto.
El agente de Maas, Sam Cohn, fue contactado por el agente Martin Bregman, quien expresó su interés en producir la película después de leer un artículo sobre el libro en la revista New York. Bregman propuso a uno de sus clientes, Al Pacino, para interpretar el papel principal. Bregman intentó sin suerte conseguir la financiación de algunos estudios pero, según él, el drama policial había sido agotado en los últimos dos años, cuando se habían estrenado unas diecisiete películas del género, la mayoría de ellas «horribles» y poco realistas. Tras el éxito de varias de sus películas en la década de 1960 y los primeros años de la de 1970, el productor Dino De Laurentiis decidió mudarse de Italia a Estados Unidos. El cambio en las leyes de financiación reguló aún más la industria cinematográfica italiana y por eso el productor decidió instalarse en la ciudad de Nueva York. Tras su colaboración en The Valachi Papers, De Laurentiis compró los derechos del libro de Maas. De Laurentiis se contactó con Maas cuando este tenía escritas unas veinte páginas de su libro, y después de convencerlo para que le permitiera leer el material, quedó fascinado con el personaje de Serpico y, con el libro aún sin terminar, decidió comprar los derechos. «Sabía que podía hacer una historia en torno a la fuerte personalidad de Frank Serpico», afirmó el italiano. El representante de Maas acordó una reunión entre Bregman y De Laurentiis, quien estuvo de acuerdo con la elección de Pacino para el rol principal. Maas recibió 400 000 dólares (equivalentes a 2,3 millones de dólares en 2020) y participación en la película, mientras que los derechos de su obra se obtuvieron antes de la publicación del libro en marzo de 1973. Inicialmente, De Laurentiis encontró resistencia al proyecto de parte de Paramount Pictures. El estudio consideraba que ya se habían hecho «suficientes películas de policías». A su vez, De Laurentiis recibió el apoyo de Charles Bluhdorn, presidente de Gulf+Western, que quería que se hiciera la película. De Laurentiis declaró más tarde que «ningún productor estadounidense habría tenido el coraje» de retratar la corrupción policial en una película.
Se seleccionó a Waldo Salt para escribir la adaptación. El primer borrador no impresionó ni a Maas, ni a De Laurentiis ni a Bregman. Bregman percibió el resultado como «muy político» y sintió que la historia no reflejaba lo que los productores deseaban plasmar en la película. A continuación Bregman y Maas redirigieron a Salt a las partes del libro que imaginaban que se reflejarían en el guion. El segundo borrador tuvo una mejora sustancial, de acuerdo al equipo de producción. Bregman le mostró el tratamiento a Pacino, quien inicialmente no se interesó por la película. Salt luego visitó a Pacino con una reescritura del guion, que lo convenció de considerar el papel. Más tarde se concertó una reunión entre Serpico, Maas y Pacino, para que el actor conociera la temática de la película. Al conocerlo, Pacino quedó completamente convencido de aceptar el papel. John G. Avildsen fue elegido para dirigir la película.
El trabajo de Salt no colmó las expectativas de Avildsen, quien amenazó con dejar el proyecto a menos que pudiera traer a Norman Wexler para escribir el guion, con quien había trabajado en Joe. Ambos viajaron a Suiza para visitar a Serpico y trabajar en los detalles. El tiempo para trabajar en la producción se vio limitado debido al compromiso de Pacino con El padrino II. Más desacuerdos surgieron entre Avildsen y Bregman con respecto al guion y la selección de los lugares de rodaje. Al encontrar resistencia a sus ideas, Avildsen amenazó varias veces a Bregman con renunciar. Agravado, Bregman convocó a una reunión con el equipo de producción, con el fin de provocar que el director renunciara frente a testigos. En una reunión con Bregman y De Laurentiis, Avildsen había insistido en filmar una escena en el hogar real de los padres de Serpico para aportar autenticidad, pero los productores consideraron que la estructura no podía acomodar de manera eficiente al equipo de producción. La creciente tensión en la reunión resultó en que De Laurentiis despidiera a Avildsen, y a su vez el director renunció. Según el relato de Avildsen, el motivo de su despido se debió a que se negaba a contratar a Cornelia Sharpe como Leslie. Sharpe estaba saliendo con Bregman en ese momento. Avildsen declararía más tarde que debería haber tratado la situación «con más delicadeza». Justo antes de comenzar el rodaje, se contrató a Sidney Lumet para completar el trabajo por su reputación de director eficaz bajo agendas apretadas. El director consideró demasiado extenso —de unas 240 páginas— la versión del guion de Salt. Wexler acortó y reestructuró el guion. Según Lumet, el resultado final se trató de una mezcla entre los diálogos escritos por Salt y la estructura creada por Wexler.
Pacino se distrajo brevemente del proyecto con una oferta para interpretar el papel principal en Lenny, pero finalmente la rechazó. Para prepararse para Serpico, condujo por una noche con oficiales de policía, pero decidió que no era suficiente. Como actor de método, sintió que necesitaba pasar tiempo con Serpico. Pacino y Serpico se reunieron varias veces en Montauk, donde el actor había alquilado una casa para la temporada de verano. La convicción de Serpico de reformar el Departamento de Policía de Nueva York inspiró a Pacino y se comprometió más con el proyecto. Metido en su personaje, Pacino a menudo caminaba por áreas de la ciudad que se consideraban peligrosas en ese momento. En una ocasión, mientras esperaba en el tráfico, intentó arrestar al conductor de un camión, molesto por los gases de escape. En otra oportunidad, se le negó el servicio en un restaurante de Manhattan por la apariencia desaliñada que tenía para la película.

## Producción
Lumet organizó 107 papeles con diálogos y sus escenas tuvieron lugar en 104 locaciones diferentes. Las escenas más largas ocupaban dos páginas y media del guion, mientras que el promedio era de una página. Se le asignó al proyecto un presupuesto de 3,3 millones de dólares —el equivalente a 19,2 millones de dólares en 2020—. Se realizaron dos semanas de ensayos. Pacino había aprendido el guion de Salt y estuvo de acuerdo con Lumet en que la versión revisada de Wexler había mejorado la estructura, pero que empobrecía el diálogo. Lumet permitió a los actores improvisar ciertos diálogos y también permitió sus aportes creativos en las escenas. El elenco seleccionaba diálogos de ambos guiones a medida que avanzaba la filmación. Aunque ya tenía un buen conocimiento de las ubicaciones de Nueva York, Lumet consideró el trabajo «físicamente brutal y emocionalmente duro». El rodaje de Serpico comenzó a principios de julio de 1973. Se planeó que la película se estrenara antes de Navidad, con cuatro meses y medio para que el equipo la completara. El rodaje tuvo lugar entre julio y agosto de ese año. La historia de la película abarca once años, desde 1960 hasta 1971.

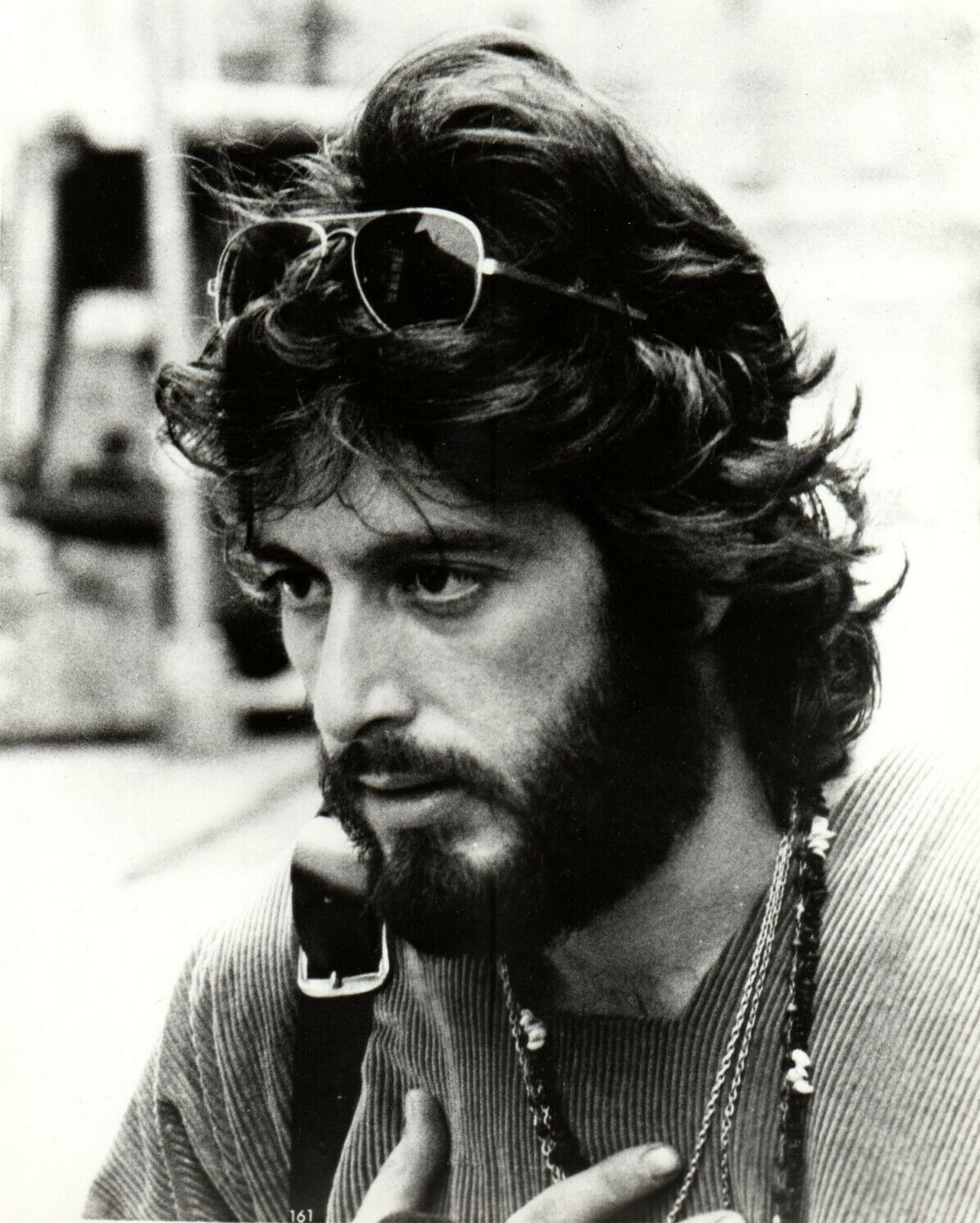
Pacino como Frank Serpico en un retrato publicitario.

Para acomodar las escenas en torno al vello facial de Pacino, la película se filmó al revés. Pacino comenzó con barba y cabello largo. Lo afeitaron hasta el bigote y, finalmente, le cortaron el cabello y lo afeitaron para el comienzo de la película. Lumet decidía todos los días si Pacino debía afeitarse más y el equipo preparaba barbas postizas en caso de que fueran necesarias. Para simular condiciones invernales, el equipo tuvo que deshojar árboles y cortar arbustos. Se utilizó un maquillaje especial para absorber el sudor y mantener seca la piel de los actores. El elenco vestía abrigos de invierno, y se dio un tono azulado a su piel, mientras que su exhalación tenía que ser visible. El director cumplió el deseo de Serpico de que el invierno pareciera «frío y pesado» y el verano «idílico y brumoso». El equipo tuvo dificultades para encontrar ubicaciones adecuadas para las escenas ambientadas en la década de 1960, ya que el grafiti no se volvió común hasta 1970. Lumet filmó en hasta treinta y cinco sets diferentes al día. En promedio, el equipo tuvo que trasladarse tres veces al día. Cada lugar tenía que estar libre de automóviles que no pertenecieran a la época en particular y los extras no podían presentar cabello largo o vestuario que no fuera de la época. Los peluqueros estuvieron presentes entre el equipo de producción. Se utilizaron varias locaciones de cuatro de los cinco distritos de la ciudad —a excepción de Staten Island—, incluidas Harlem, South Bronx, Bedford-Stuyvesant y Astoria. Se rodó en el Estadio Lewisohn poco antes de su demolición. La escena de la fiesta se filmó en el desván de la Quinta Avenida del dramaturgo Sidney Kingsley. La policía de Nueva York cooperó con el director y le permitió filmar en cuatro comisarías activas.
El apartamento de Serpico tuvo que ser construido por la producción; tenía un techo fijo y paredes móviles, y estaba ubicado en Greenwich Village, del mismo modo que el apartamento original de Serpico. Mediante la iluminación, Lumet y el director de fotografía Arthur Ornitz optaron por mantener un «aspecto cálido» en la locación. Se utilizaron diferentes técnicas para reflejar los estados de ánimo y los cambios que el personaje atravesaba con los años. Lumet se centró en retratar la lucha de Serpico por equilibrar su vida laboral y personal, y su mayor aislamiento y alienación, ya que sus esfuerzos tenían resultados lentos. El director decidió retratarlo «más y más oscuro». A medida que avanzaba la película, el vestuario del elenco se volvía más oscuro, hasta llegar a la escena del tribunal, donde todos los actores vestían tonos oscuros. Lumet le dijo a Charles Champlin: «Estaba tratando de negar el color, para hacer una película a color que no fuera colorida». Mientras tanto, deseaba que los compañeros policías de Serpico fueran «hombres con encanto, más malvados por ser humanos y comprensibles». Lumet terminó de rodar la película en cincuenta y un días, sin excederse del presupuesto.
La película fue montada por Dede Allen. Allen recibía las escenas inmediatamente después de que eran filmadas por Lumet. Tenía un límite de cuarenta y ocho horas para terminar su trabajo y entregarlo al departamento de sonido. En un principio, Lumet no quería agregar música a la película, pero decidió que lo haría antes de que De Laurentiis encargara una. Tras enterarse de que Mikis Theodorakis había sido puesto en libertad en Grecia, pudo ubicarlo en París, ya que el compositor abandonó rápidamente su país de origen. Theodorakis aceptó la oferta de Lumet y voló a la ciudad de Nueva York al día siguiente. Se reunió con el director, quien le mostró la película el mismo día de su llegada. Theodorakis estuvo de acuerdo en que no debería tener una banda sonora, pero ofreció una composición suya para agregar a la película. Theodorakis había organizado una gira por los Estados Unidos con una orquesta griega y le comunicó a Lumet que no podía estar presente para la sesión de spotting. Lumet obtuvo la ayuda de Bob James, quien iba a acompañar al director en el proceso de introducir la música al filme. Para informar sobre el progreso de las sesiones y posibles cambios en los arreglos, James voló a las ciudades donde se presentaba Theodorakis para trabajar juntos en los detalles.

## Estreno
El filme se estrenó el 5 de diciembre de 1973 en Nueva York y el 18 de diciembre en Los Ángeles. En la semana de estreno en Nueva York recaudó 123 000 dólares. Serpico se estrenó a nivel nacional el 6 de febrero de 1974. La película fue un éxito tanto comercial como crítico. Con un modesto presupuesto, estimado entre 2,5 y 3 millones de dólares, recaudó entre 23,4 millones y 29,8 millones de dólares.
Frank Serpico asistió al estreno de la película, pero no terminó de verla; se sintió «distante» del resultado final. En una entrevista con Pauline Kael para The New Yorker, afirmó que «no da una sensación de frustración que uno siente cuando no puede hacer nada». Lumet conoció a Serpico poco antes de la producción. El director le pidió que se mantuviera alejado del set, para que Pacino no «se sintiera cohibido» con respecto a su interpretación. Serpico vio la película en su totalidad por primera vez en 2010. En una entrevista posterior, declaró que Lumet lo excluyó del set luego de que interrumpiera el rodaje de una escena que «nunca sucedió». Serpico también criticó del despido de Avildsen por parte del equipo de producción. Serpico y Avildsen siguieron siendo amigos y compartieron una propiedad en Long Island durante tres años en la década de 1980. El comisionado de policía de la ciudad de Nueva York, Michael Codd, declaró que la película «tiende a dar a entender que Serpico era el único policía honesto en todo el departamento». El detective Durk no estuvo satisfecho con Serpico. Durk, quien fue encarnado en el personaje de Bob Blair, sintió que la película disuadiría a otros policías de denunciar la corrupción. En una entrevista con The New York Times, consideró que la película era injusta para los policías honestos. Durk afirmó que el final de la película transmitía que «el costo de la honestidad es el martirio» y la partida de Serpico a Suiza lo muestra «herido y frustrado». Mientras tanto, el fiscal de distrito del Bronx, Burton B. Roberts, declaró que «no tiene absolutamente ninguna relación con la verdad». Lumet defendió sus licencias artísticas en la representación de la historia, ya que deseaba hacer una película en la que «la gente creyera». Bregman rechazó las críticas, ya que sintió que los nombres reales no eran relevantes para los espectadores de otras ciudades además de Nueva York. Maas reprendió los comentarios de Durk sobre los policías honestos y en referencia a la herida de Serpico preguntó: «¿Dónde estaban ellos?».
El 21 de septiembre de 1975, Serpico fue transmitida en televisión como parte del programa The ABC Sunday Night Movie. Fue lanzada en VHS en 1991, en DVD en 2002 y en Blu-ray en 2013. La línea The Masters of Cinema editó la película en Blu-ray para el Reino Unido en 2014. Esta versión contiene tres documentales sobre la película, una galería de fotos con comentarios de audio de Lumet y un folleto de cuarenta y cuatro páginas. Con motivo del 50 aniversario de su estreno, Kino Lorber Studio Classics lanzó una edición 4K Ultra HD del filme y un disco Blu-ray con material extra, incluyendo un documental de veintinueve minutos titulado Looking for Al Pacino.

## Recepción

### Primeras críticas
The New York Times sintió que la película era «estimulante» por la actuación de Pacino y por la «tremenda intensidad» de la dirección de Lumet. Al mismo tiempo, el periódico consideró la película «inquietante» por el uso de nombres ficticios, ya que el crítico sintió que disminuía el papel de Durk. Además, se refirió a la banda sonora de Theodorakis como «redundante y tonta». El New York Daily News recibió el filme de forma favorable; le otorgó cuatro estrellas sobre cinco y lo calificó como «un triunfo de la inteligencia, la compasión y el estilo». Otra crítica del mismo medio consideró que la actuación de Pacino fue una «actuación magistral» y comentó que «camina como un policía. Habla como un policía. Incluso parece pensar como un policía». La reseña también elogió a Lumet y su «talento para lograr el realismo social». The Record la consideró «una de las mejores películas del año». Si bien consideró que el retrato de Serpico era «demasiado honrado y obsesivo», la reseña elogió a Pacino, aunque opinó que su interpretación fue «por momentos un poco demasiado intensa». Elogió la fotografía de la ciudad de Nueva York como auténtica y le dio crédito al trabajo de Ornitz y Allen. The Village Voice escribió una crítica mixta; criticó que la película se enfocase en Serpico y el papel secundario que los guionistas le dieron al personaje que representaba a Durk. El crítico consideró que Serpico era «digna de ver» por el desempeño de Pacino. Variety consideró que la actuación de Pacino era «sobresaliente» y la de Lumet una combinación de «acción valiente y un comentario que invita a la reflexión». Para Newhouse News Services fue una «película emocionante», pero la reseña señaló que estaba «debilitada» por su enfoque en Serpico. La agencia de noticias opinó que la minimización de los demás personajes era una forma de evitar «posibles juicios». Los Angeles Times elogió a Serpico; Charles Champlin llamó a Pacino «uno de los pocos actores estrella genuinos del cine estadounidense». El guion de Salt y Wexler fue destacado como de «una realidad casi documental», y su tratamiento del personaje principal «un retrato complejo y en evolución». El crítico también comentó que los romances y las rupturas se presentaron con «honestidad desmedida». Las contribuciones del elenco secundario fueron bien notadas. Champlin sintió que el trabajo de Allen se consideró «alto en la lista» para una candidatura al Premio Óscar y consideró «efectiva» la música de Theodorakis.

### Críticas tras el estreno a nivel nacional
El Chicago Tribune calificó la película con dos estrellas y media. El crítico expresó que el tratamiento de la corrupción era su «principal fortaleza y debilidad» y agregó que Serpico «pierde la perspectiva» de que «la corrupción... comienza y termina con la toma de decisiones activa y pasiva de individuos». The Philadelphia Inquirer celebró la crítica de la película a la corrupción policial, a pesar de sus «adornos y omisiones» en la historia. La actuación de Pacino fue calificada de «fascinante» y elogió las «caracterizaciones marcadamente individualizadas» de Tony Roberts, Jack Kehoe, John Randolph, Biff McGuire, Barbara Eda-Young y Cornelia Sharpe. También para el Philadelphia Inquirer, el periodista de investigación Greg Walter lamentó el retrato de los agentes de policía como «burros insípidos». Walter sintió que el libro de Maas era «fríamente objetivo», pero que el trabajo del director presentaba personajes que eran «caricaturas unidimensionales». The Boston Globe destacó la «eficiencia melodramática» de Lumet. La publicación consideró la historia «muy repetitiva», pero aprobó su «ritmo rápido». Consideró el trabajo de cámara de Ornitz como «el adecuado aspecto de documental», mientras que se lamentó de la partitura de Theodorakis, describiéndola como «disruptiva» y «fuera de lugar». La revista Esquire también criticó a Theodorakis, opinando que su trabajo como compositor «debería ser silenciado». No obstante, la reseña elogió el trabajo de Allen.

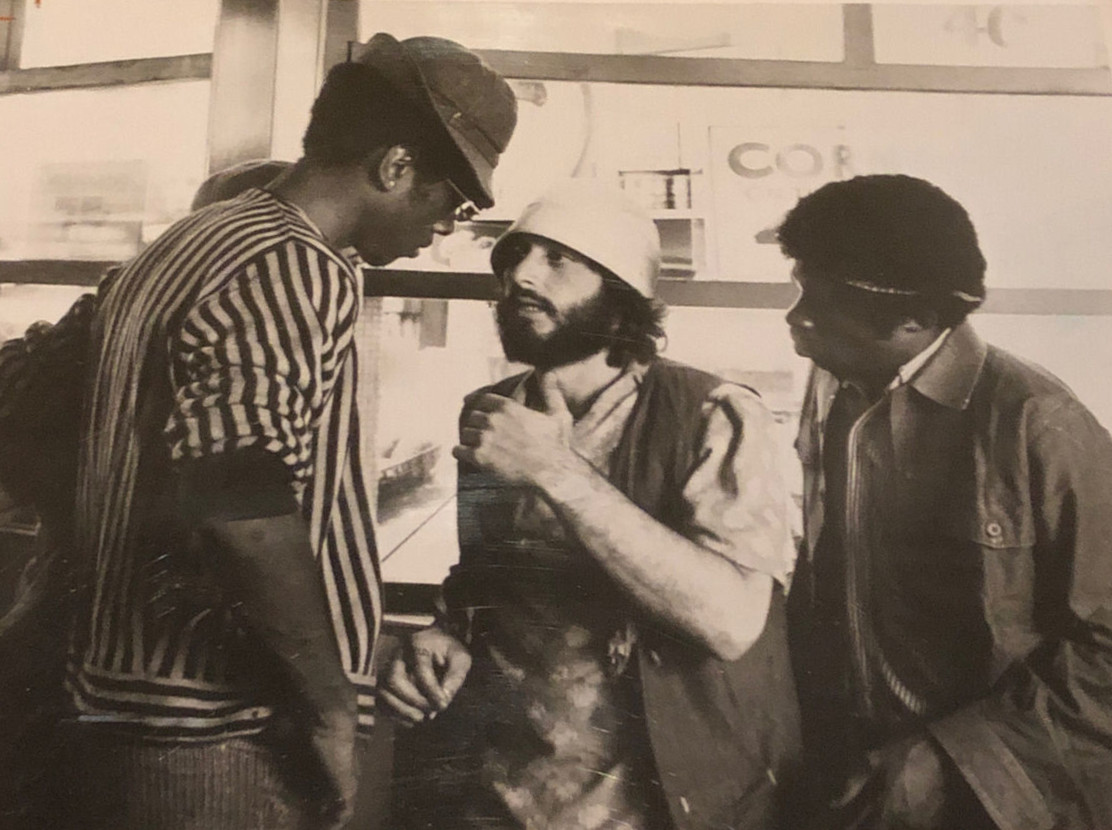
Pacino como agente encubierto en una escena.

El Miami Herald elogió el uso de «lenguaje callejero» en lugar del «lenguaje de actores y actrices» de Salt, Wexler y Maas. Elogió la fotografía de Lumet y Ornitz, la cual «genera los olores, sonidos y estilos de la ciudad», y la música de Theodorakis. También consideró la actuación de Pacino como «previsiblemente excelente». El Detroit Free Press sugirió que Serpico sería un papel decisivo para Pacino como actor y calificó su actuación como «fascinante». El periódico definió la película como un «alentador relato moral». Mientras tanto, The San Francisco Examiner observó que la actuación de Pacino era «brillante y sólidamente pensada». La publicación agregó que las contribuciones del reparto secundario «nunca se desarrollaron satisfactoriamente». En cuanto a Lumet, el crítico consideró que dirigió la película con «habilidad y vigor». The Cincinnati Enquirer atribuyó el éxito comercial de la película a la actuación de Pacino y a la representación de la película de «la realidad dura, fría, cruda y mugrienta».
El crítico de The Evening Sun, Lou Cedrone, expresó sus dudas sobre la «charla gratuita de Durk sobre la difamación de la imagen policial». Cedrone consideró que Durk «queda muy bien» en la película y defendió la elección de Lumet de «enfatizar la acción en lugar de la definición». Mientras tanto, consideró «tonto quizás, pero no conmovedor» el uso de la música napolitana. Afirmó que la contribución de Pacino era «una actuación magnífica». El Pittsburgh Post-Gazette sostuvo que Serpico estaba «meticulosamente elaborada, inteligentemente escrita, inquebrantablemente honesta». La publicación destacó la «fidelidad» con la que el director capturó Nueva York y que la ciudad «se convierte en algo más que un paisaje de fondo». Definió la actuación de Pacino como «naturalista, perfectamente convincente». The Honolulu Advertiser indicó que la «brillante interpretación» de Pacino convirtió una «película de policías corriente» en «extraordinaria». La reseña también destacó el trabajo de Lumet, los escritores y el elenco secundario.
El Austin American-Statesman señaló que el realismo del filme produjo una «película fascinante». El Fort Worth Star-Telegram celebró la «actuación imponente» de Pacino, mencionó la participación de Roberts como «destacada» y consideró que las apariciones de Sharpe y Eda Young como las novias de Serpico estuvieron «interpretadas con moderada excelencia». El periódico opinó que la película tenía «15 minutos de sobra», pero que los espectadores «no se darían cuenta de la duración hasta que estuviesen afuera mirando el reloj». The Kansas City Star detalló las críticas que recibió la película por parte de policías y el descontento de Serpico con la producción. La reseña señaló que a pesar de las adiciones ficticias, Serpico era una «dramatización superrealista». Mientras tanto, Wexler y Salt fueron elogiados por el uso auténtico de blasfemias en los diálogos. The Times comenzó su reseña aplaudiendo la denuncia de Serpico a la corrupción policial, al tiempo que señaló que la película «supera las expectativas» del público de que sea «poderosamente dramática». Se destacó el «ojo preciso para los alrededores» de Lumet y el crítico elogió a Pacino y al reparto secundario.

### Reseñas posteriores
Serpico consiguió un 93 % de reseñas positivas en el agregador de reseñas Rotten Tomatoes, basado en 55 críticas, con un promedio de 8,1 sobre 10. El sitio web destacó la «feroz actuación» de Pacino. En el sitio web Metacritic, donde se asigna un puntaje promedio basado en las reseñas de los críticos de los medios más importantes, la película recibió un promedio de 81, basado en quince reseñas.
AllMovie le dio a Serpico cinco estrellas de cinco. La reseña describió la situación en los Estados Unidos después del escándalo de Watergate y cómo la «depravación burocrática tocó un nervio cultural». Además recibió con satisfacción el «realismo de estilo documental» de la película. The A.V. Club la recibió de manera positiva, el crítico consideró que Serpico expresaba «momentos ingeniosos de la vida y basados en los personajes». En su revisión posterior, The Village Voice declaró que la «cápsula del tiempo de la moda hippie de la era Watergate» que presentaba la película «debería verse bastante anticuada», pero que la historia «se siente deprimentemente relevante».

## Legado
Una serie de televisión basada en el libro de Maas y la película fue transmitida por NBC entre septiembre de 1976 y enero de 1977, con David Birney interpretando el papel de Serpico. Se transmitieron catorce episodios y uno nunca se emitió. La serie fue precedida por una película piloto, Serpico: The Deadly Game, que se transmitió en abril de 1976.
El personaje principal de la película italiana Squadra antiscippo (1976) se inspiró en Serpico. En la película Saturday Night Fever (1977) aparece un afiche de Serpico en la habitación de su personaje principal, Tony Manero. El personaje Scagnetti hace referencia a la película en Natural Born Killers (1994). El afiche de la película aparece en la habitación del personaje principal de Boogie Nights (1997). En un episodio de 2004 de la sitcom Corner Gas, titulado «The Taxman», los policías Davis y Karen hablan sobre la película y Karen intenta alquilarla en el videoclub. Serpico fue mencionado en un episodio de El ministerio del tiempo de 2016 como el motivo del apodo de uno de sus personajes principales, «Pacino». Entre otras películas policiales, Serpico influenció en el cine de acción de Hong Kong.

## Premios
El filme recibió candidaturas a los premios Óscar en las categorías de mejor actor (Pacino) y mejor guion adaptado. Los guionistas se llevaron el premio al mejor guion adaptado otorgado por el Sindicato de Guionistas de Estados Unidos. Theodorakis fue nominado al Grammy al mejor álbum de banda sonora para medio visual y al BAFTA a la mejor música original. La película fue nominada a los Premios Globo de Oro como mejor película dramática. Pacino ganó su primer Globo de Oro como mejor actor dramático y el Premio David de Donatello al mejor actor extranjero de la Academia del Cine Italiano; también fue nominado al BAFTA como mejor actor. El director Sidney Lumet fue nominado como mejor director en los premios BAFTA y en los Premios del Sindicato de Directores.
El rol de Pacino como Frank Serpico ocupó el lugar número cuarenta en la lista de «100 años... 100 héroes y villanos» realizada por el American Film Institute. Además, la misma organización colocó a la película en el número ochenta y cuatro de «100 años... 100 inspiraciones», una lista de las cintas estadounidenses más inspiradoras. Serpico está entre los filmes incluidos en el libro 1001 películas que hay que ver antes de morir.
| Premio                                                  | Categoría                                     | Nominado                   | Resultado  | Ref.    |
| ------------------------------------------------------- | --------------------------------------------- | -------------------------- | ---------- | ------- |
| 46.ª edición de los Premios Óscar                       | Mejor actor                                   | Al Pacino                  | Candidato  | [ 103 ] |
| 46.ª edición de los Premios Óscar                       | Mejor guion adaptado                          | Waldo Salt y Norman Wexler | Candidatos | [ 103 ] |
| 28.ª edición de los premios BAFTA                       | Mejor director                                | Sidney Lumet               | Candidato  | [ 104 ] |
| 28.ª edición de los premios BAFTA                       | Mejor actor                                   | Al Pacino                  | Candidato  | [ 104 ] |
| 28.ª edición de los premios BAFTA                       | Mejor música original                         | Mikis Theodorakis          | Candidato  | [ 104 ] |
| 31.ª edición de los premios Globo de Oro                | Mejor película dramática                      | Mejor película dramática   | Candidata  | [ 104 ] |
| 31.ª edición de los premios Globo de Oro                | Mejor actor - Drama                           | Al Pacino                  | Ganador    | [ 104 ] |
| 26.ª edición de los premios del Sindicato de Directores | Mejor dirección                               | Sidney Lumet               | Candidato  | [ 105 ] |
| 26.ª edición de los premios WGA                         | Mejor guion adaptado                          | Waldo Salt y Norman Wexler | Ganadores  | [ 106 ] |
| 17.ª entrega de los Premios Grammy                      | Mejor álbum de banda sonora para medio visual | Mikis Theodorakis          | Candidato  | [ 98 ]  |